# ІС-3
ЙС-3 (рос. Иосиф Сталин) — радянський важкий танк заключного періоду Другої світової війни, запущений в серійне виробництво в останні її дні й не встиг взяти в ній участь. Тому цю бойову машину частіше вважають одним з перших післявоєнних радянських танків.
Через характерні форми верхньої лобової частини корпусу отримав прізвисько «Щука».

## Історія створення
Створення проєкту нового важкого танку під умовною назвою «Кіровець-1» розпочалося в кінці літа 1944 року. Перша дослідна партія важких танків ЙС-3 покинула заводські цехи в травні 1945 року.
Скорострільність гармати 2-3 постр/хв Боєкомплект гармати складався з 28 пострілів роздільного заряджання, в тому числі 18 з осколково-фугасними снарядами і 10 з бронебійними. На даху башти, на турелі перебував зенітний 12,7-мм кулемет ДШК. Запас ходу — 340 км. Танк ЙС-3 перебував у серійному виробництві до середини 1946 року (у 1945 році якийсь час паралельно з ІС-2). ЙС-3 надходили на озброєння важких танкосамохідних полків Радянської Армії.
При розробці проєкту танка ЙС-3 були враховані висновки комісії, яка досліджувала у фронтових умовах бойові ушкодження, отримані танками в ході Курської битви. Привертало увагу масове ураження лобових елементів корпусу і башти. Тому було прийнято рішення відпрацювати на базі танка ІС-2 нову конструкцію башти та корпусу для надання більш обтічної форми і різко диференціювати броньовий захист.
В результаті конструкторських робіт нахил зварених листів, особливо в передній частині корпусу, був доведений до максимально можливого. Товсті 120-мм плити лобової броні розташовувалися так, що утворювали трисхилу, конусоподібну, витягнуту вперед носову частину, що отримала назву «щучий ніс». Люк розмістили на даху над водієм, чого не було в танках ІС-1, ІС-2. Відпала необхідність в наскрізній оглядовій щілині в лобовій броні перед механіком-водієм — її замінили перископічні оглядові прилади. Нові конструктивні форми броні забезпечили кращий протиснарядний захист. Нова, «приплюснута» конструкція башти згодом використовувалася і в ІС-7, і в Т-10, і в інших новіших танках.

## Модифікації
- ЙС-3М — модернізована версія ЙС-3.
- ЙС-3К — командирська версія танка ЙС-3, обладнана додатковою радіостанцією Р-112 і зарядним пристроєм АБ-1-П/30.
- ЙС-3МК — командирська версія танка ЙС-3М з таким же, як на ЙС-3К, обладнанням.

## Опис конструкції
ЙС-3 мав класичну компоновку, із розташуванням моторно-трансмісійного відділу в кормовій частині, відділ керування — в лобовій, а бойового — в середній. Екіпаж танку складався з чотирьох людей: механіка-водія, навідника, заряджальника і командира.

### Броньований корпус і башта
Корпус танка зварювався із катаних броньових листів. Лобові листи корпуса встановлювалися з подвійним нахилом під великим кутом до вертикалі. Башта—лита, приплюснутої сферичної форми. В даху башти був великий овальний люк, що закривався двома кришками. В правій кришці розміщувався закріплювався пристрій спостереження заряджальника, в лівій розміщувався командирський спостережний люк. Механізм повороту башти — планетарний, з ручним і електричним безступінчатим приводами. Електропривод був обладнаний системою командирського управління. Командир міг, утримуючи ціль в полі зору свого оглядового приладу, натиснути на кнопку, встановлену на приладі, і повернути башту в заданому напрямку по найкоротшому шляху. При збігу лінії візування з віссю каналу ствола башта зупинялася. Товсті 120-мм плити лобової броні розташовувалися так, що утворювалася трискатна, конусоподібна, витягнута вперед носова частина, що отримала назву «щучий ніс». Люк розмістили в даху над водієм, чого не було в ЙС-1 і ЙС-2. Відпала необхідність в наскрізний оглядової щілини в лобовій броні перед механіком-водієм її замінили перископічні оглядові прилади. Нові конструктивні форми броні забезпечили кращий протиснарядний захист.

### Озброєння
Основним озброєнням ЙС-3 була 122-мм нарізна танкова гармата Д-25Т зразка 1943 року, що мала довжину дула 48 калібрів / 5852 мм і початкову швидкість бронебійного снаряду 781 м/с.
Боєкомплект гармати складався із 28 пострілів роздільно-гільзового заряджання з бронебійними та осколково-фугасними гарматними сталевими довгими гранатами.
у спареній з гарматою установці розміщувався 7,62-мм кулемет ДТМ. Боєкомплект кулемета становив 2000 патронів: 1200 — з лёгкою кулею, 200 — з бронебійно-запалювальною і 600 — з трасучою. Із них 756 патронів в 12 дискових магазинах по 63 патрони, решта 1244 зберігалися в штатній укупорці не спорядженими в магазини.
На даху башти, на кільцевій турельній установці, розміщувався 12,7-мм зенітний крупнокаліберний кулемет ДШК або ДШКМ, що мав круговий обстріл при кутах вертикального наведення від −4 до +84°.
Також в бойовому відділі для екіпажу розміщувались 25 оборонних гранат Ф-1 або наступальних РГ-42 і два 7,62-мм пістолети-кулемети ППС-43 і 1000 патронів до них.

### Двигун і трансмісія
На ЙС-3 встановлювався V-подібний 12-циліндровий чотиритактний дизельний двигун рідинного охолодження моделі В-11, потужністю 520 к. с. Система живлення двигуна включала чотири паливних бака загальною ємністю 425 л.

## Оператори
- СРСР
- Єгипет — 50 одиниць ЙС-3 поставлені з СРСР в період з 1955 по 1956[1], 60 одиниць ЙС-3М поставлені з СРСР в період з 1962 по 1967 рік[1]
- Ізраїль — трофейні єгипетські
- Ірак — 25 одиниць ЙС-3 поставлені з СРСР в період з 1959 по 1961[1]
- КНР — 200 одиниць ЙС-3 поставлені з СРСР в період з 1955 по 1958[1]
- Північна Корея
- Польща — 2 танка
- Сирія — 35 одиниць ЙС-3 поставлені з СРСР в період з 1959 по 1960 рік
- [1]
- Чехословаччина — 1 танк

## Пам'ятники
Щонайменше декілька десятків танків ЙС-3 збереглося по світу в ролі музейних експонатів чи пам'ятників.

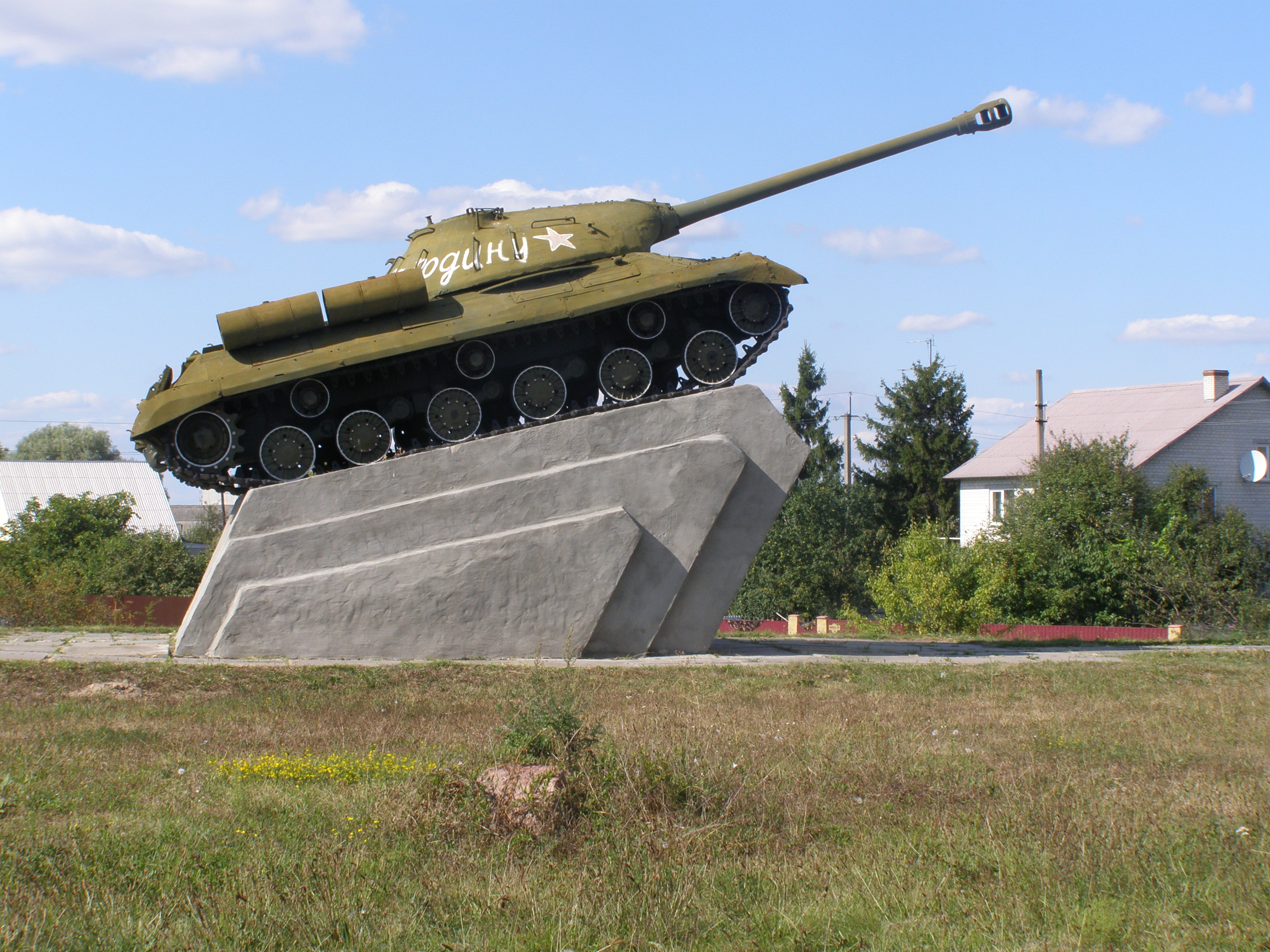
ЙС-3 в Переяславі (Київська область)
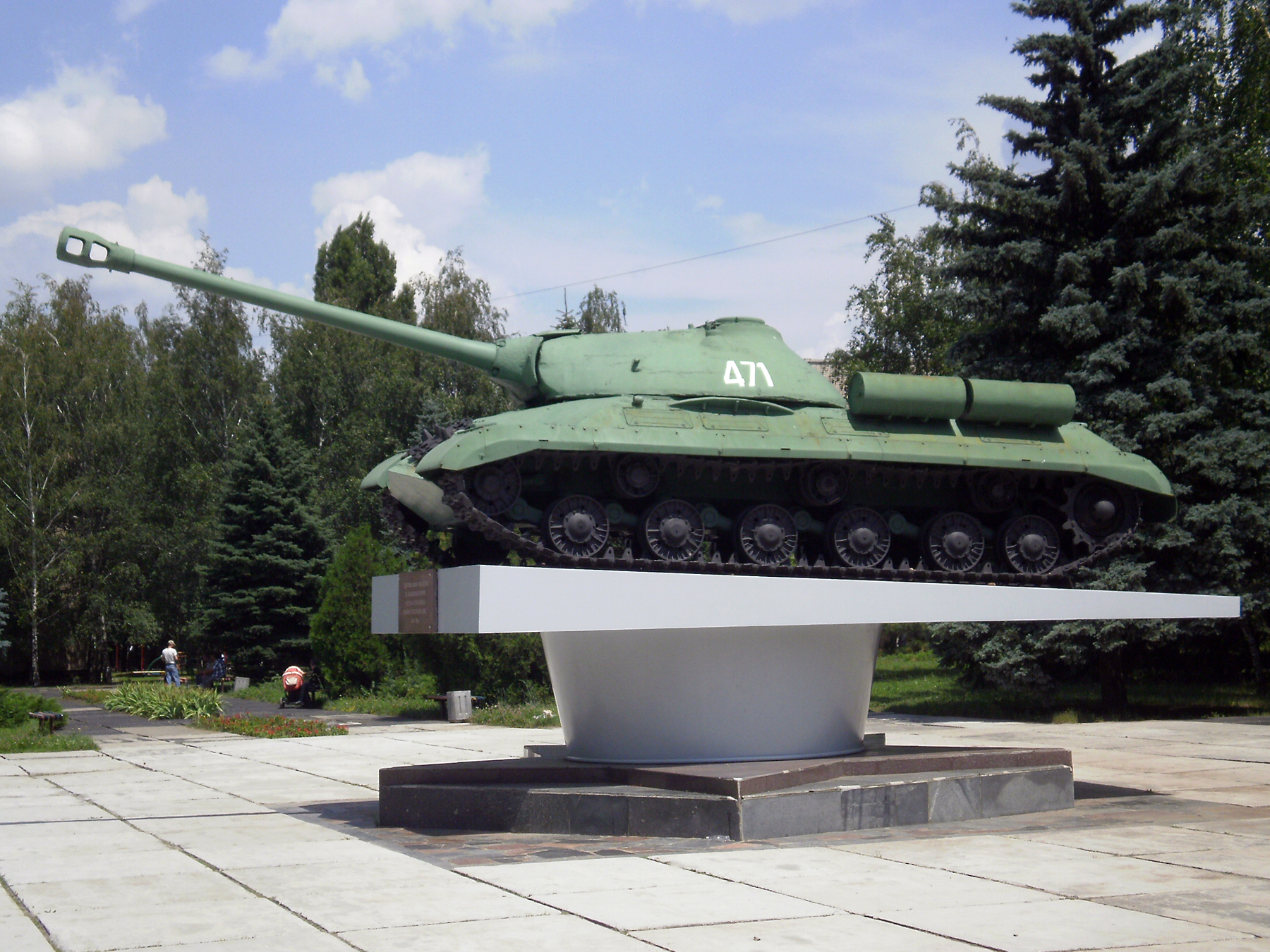
ЙС-3 в Світлодарську (Донецька область)
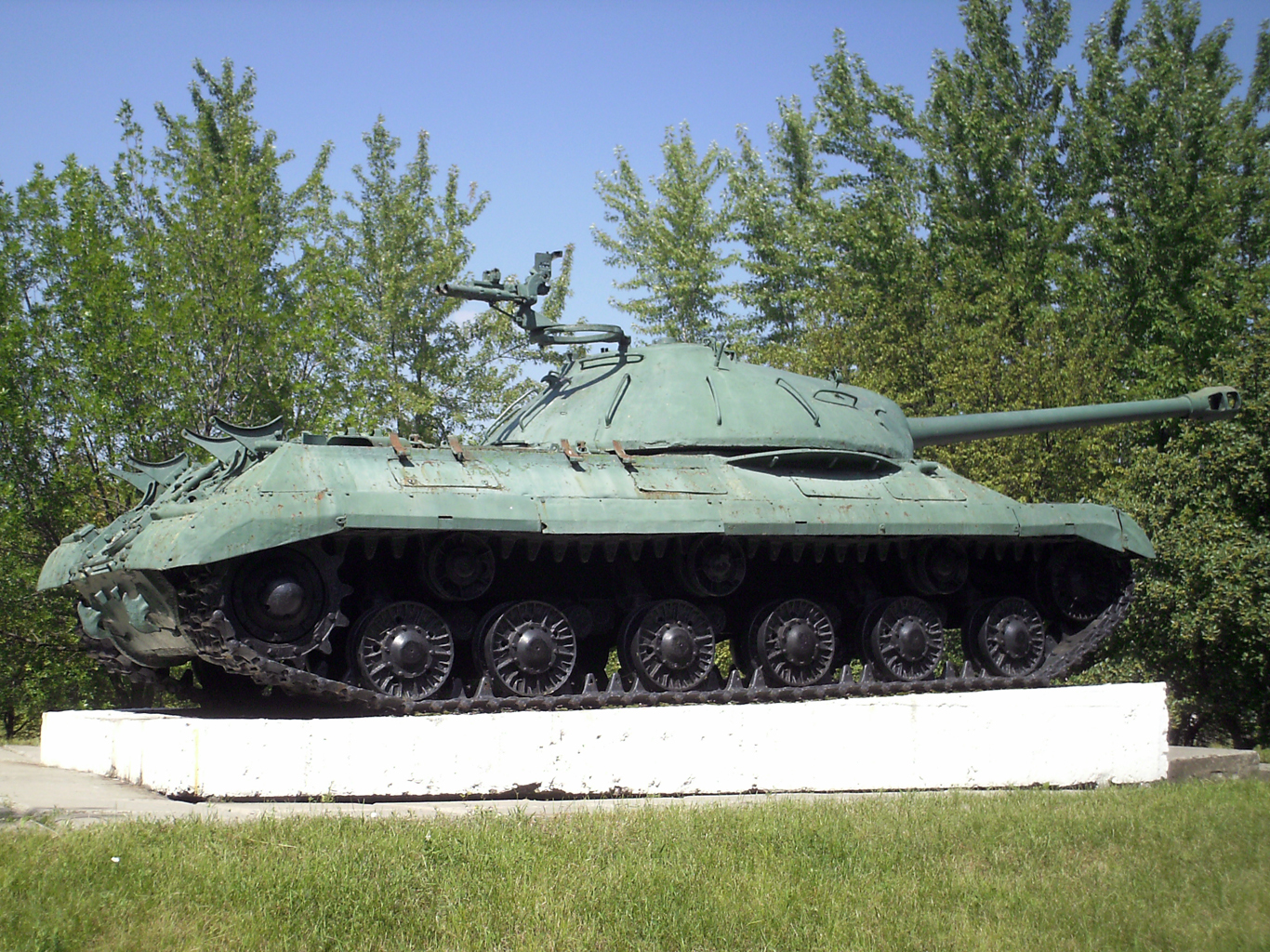
ЙС-3 в Костянтинівці (Донецька область)
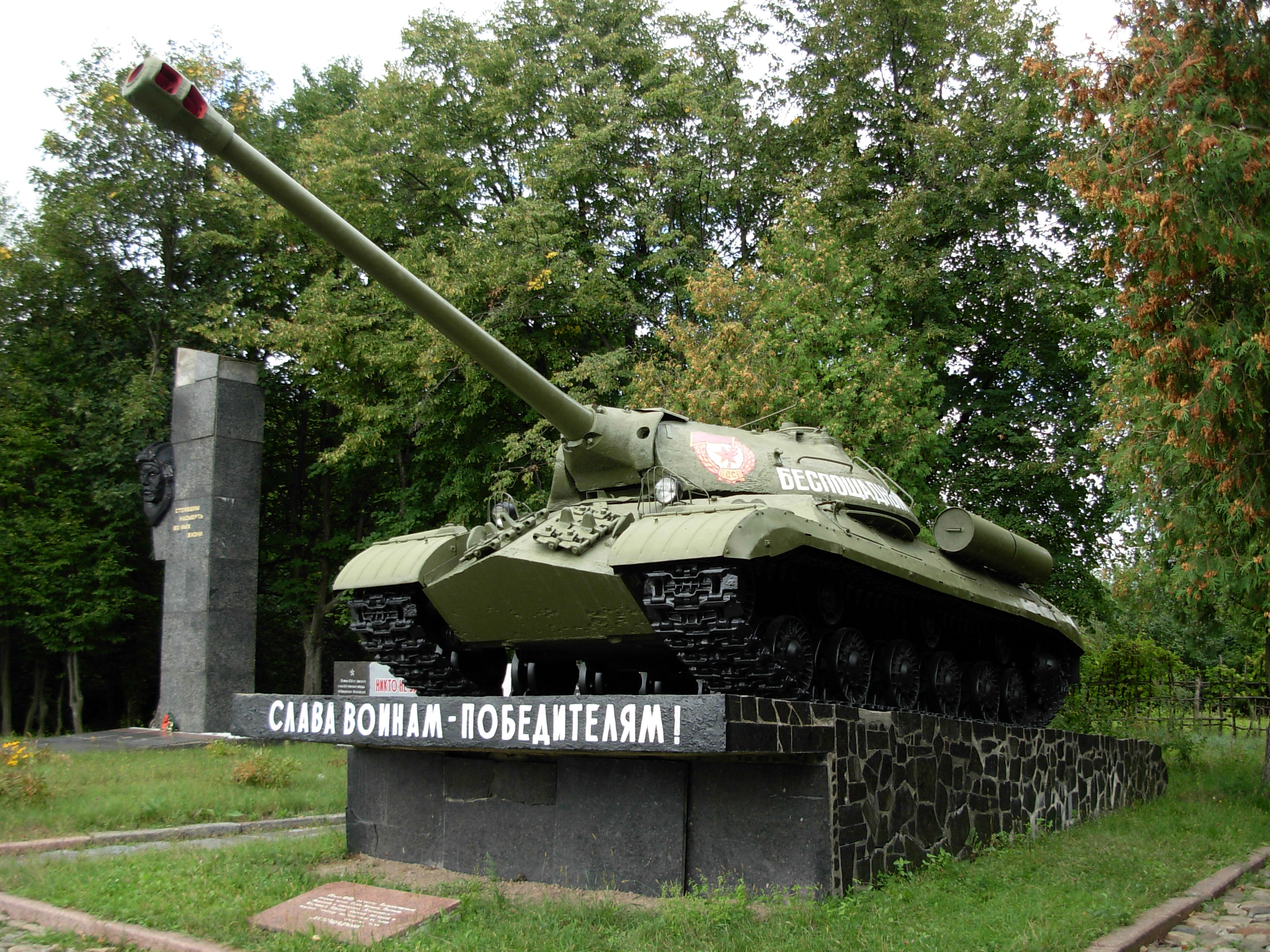
ЙС-3 в Звягелі (Житомирська область)
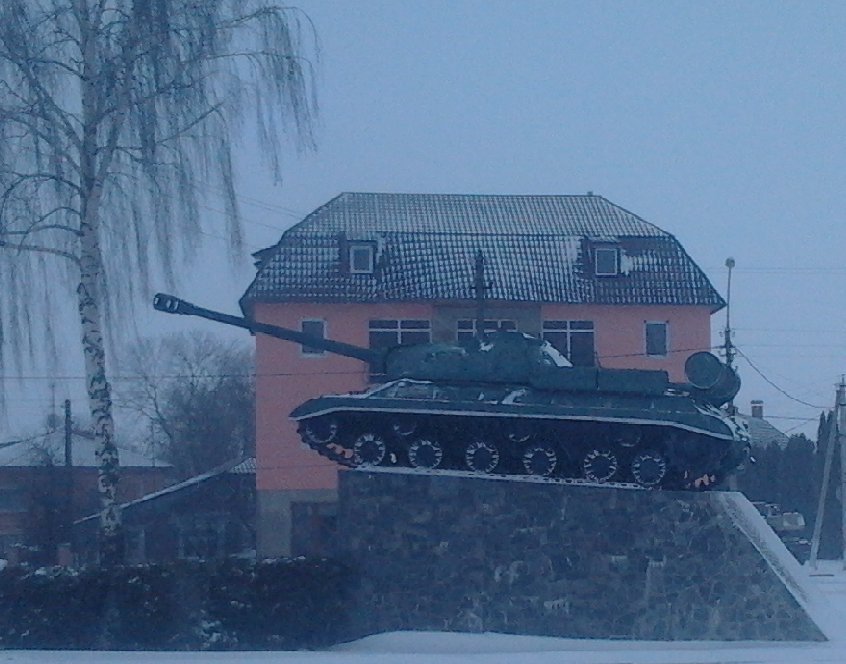
ЙС-3 в Чемерівцях (Хмельницька область)
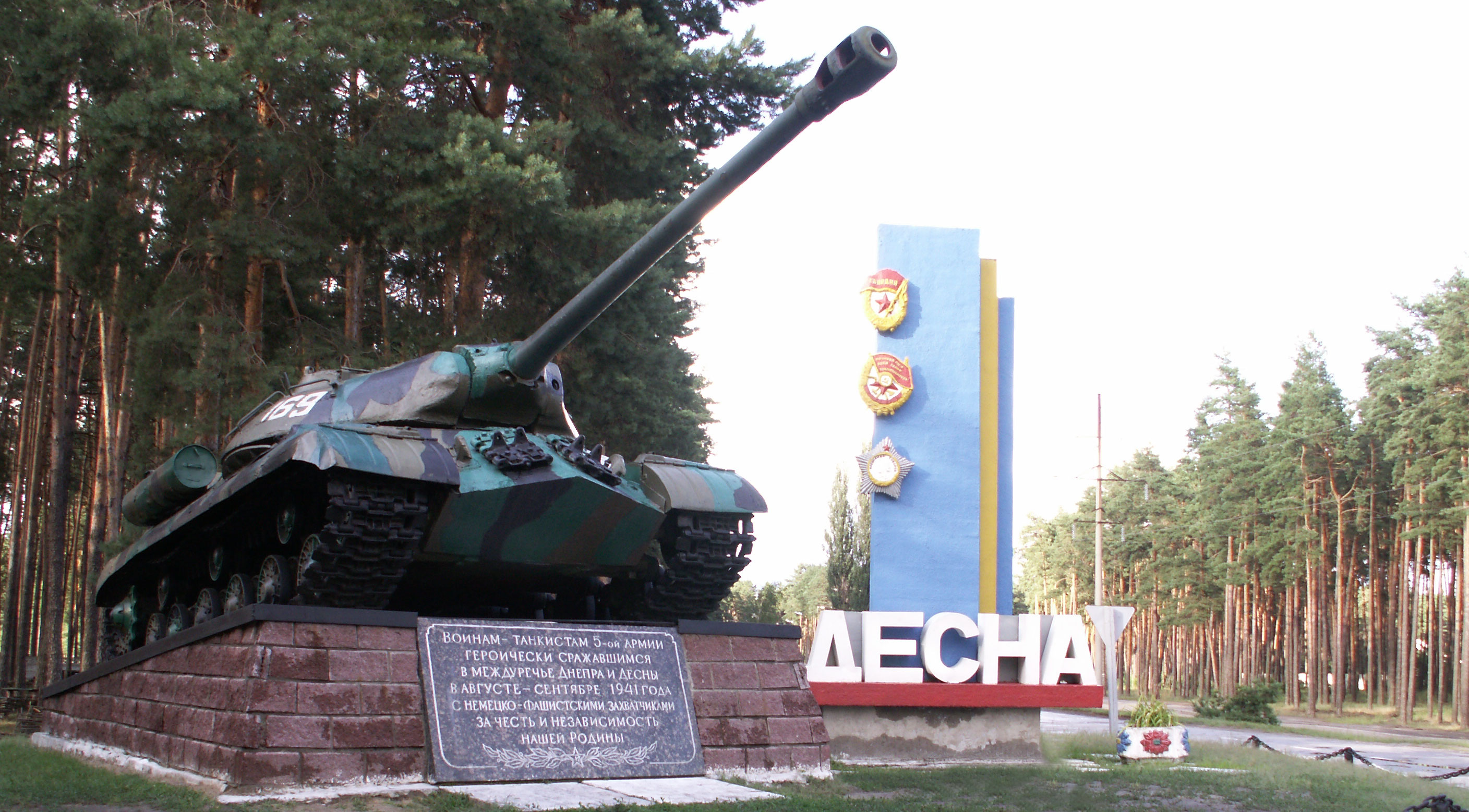
ЙС-3 в Десні (Чернігівська область)
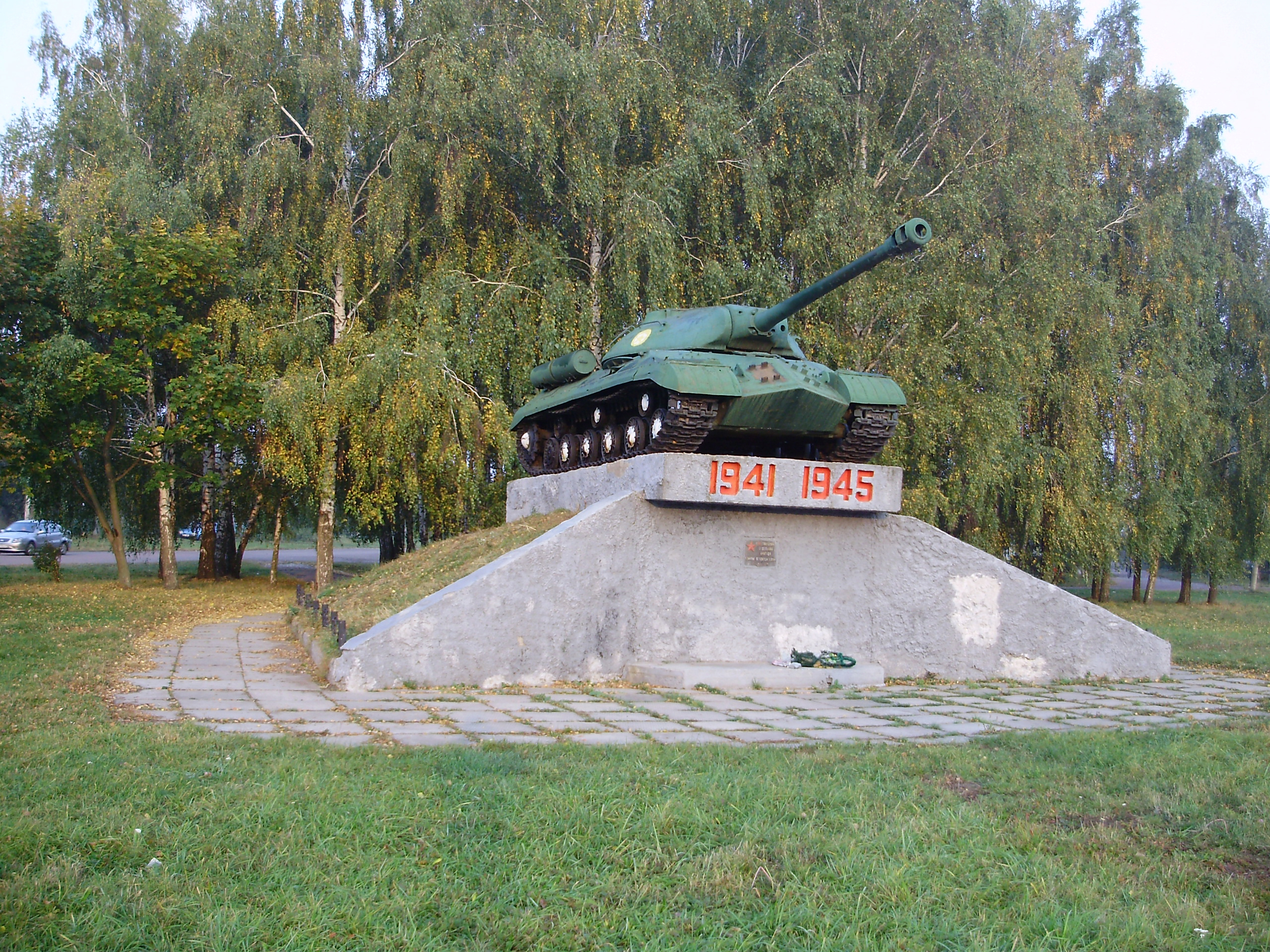
ЙС-3 в Ріпках (Чернігівська область)